# Bataille de Beyrouth
Guerre italo-turque

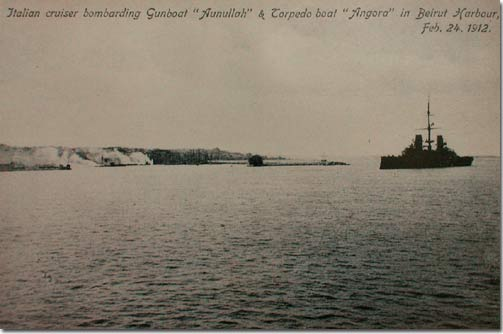
Croiseur italien attaquant des vaisseaux ottomans dans le port de Beyrouth.

La bataille de Beyrouth est une bataille navale qui s'est déroulée au large des côtes de Beyrouth lors de la guerre italo-turque. Les Italiens, craignant que les forces navales ottomanes postées à Beyrouth puissent être utilisées pour menacer le passage du canal de Suez, décident de la destruction de la présence navale ottomane dans la région. Le 24 février 1912, deux croiseurs cuirassés italiens attaquent et coulent une corvette et six allèges ottomanes, se retirent, puis reviennent et coulent un torpilleur ottoman. 
La bataille mène à l'élimination de l'ensemble des forces navales ottomanes de la région, assurant l'accès du canal de Suez aux Italiens. En plus des pertes navales, la ville de Beyrouth subit d'importants dégâts de la part des navires de guerre italiens.

## Contexte
Au cours de la guerre italo-turque, les forces armées italiennes craignent que les forces navales ottomanes méditerranéennes puissent attaquer les navires de ravitaillement et de transport de troupes italiens se rendant en Afrique orientale italienne. Afin d'éliminer cette menace, le vice-amiral Paolo Emilio Thaon di Revel ordonne de nettoyer le port de Beyrouth de toutes forces navales ottomanes. Pour ce faire, Revel dispose de deux croiseurs cuirassés : le Giuseppe Garibaldi et le Francesco Ferruccio. Les deux navires sont de la classe Giuseppe Garibaldi et sont armés de deux canons de 10 pouces (254 mm) en tourelles, dix canons de 6 pouces (152,4 mm), six canons de 4,7 pouces (119,38 mm), dix canons lançant des projectiles de 2,72 kg, dix canons lançant des projectiles de 0,45 kg, deux mitrailleuses Maxim et cinq tubes lance-torpilles. 
Les forces ottomanes, quant à elles, sont constituées de la corvette Avnillah et du torpilleur Angora. L'Angora est un navire relativement récent, achevé en 1906 et armé de deux canons de 37 mm ainsi que de deux tubes lance-torpilles de 14 pouces (355,6 mm). De son côté, l'Avnillah est une corvette cuirassée vétuste construite en 1869. Après sa reconstruction achevée en 1907, elle est armée de quatre canons de 3 pouces, huit canons de 6 livres et un tube lance-torpilles de 14 pouces (355,6 mm). Les Ottomans étaient ainsi fortement sous-armés par rapport aux Italiens.

## Bataille

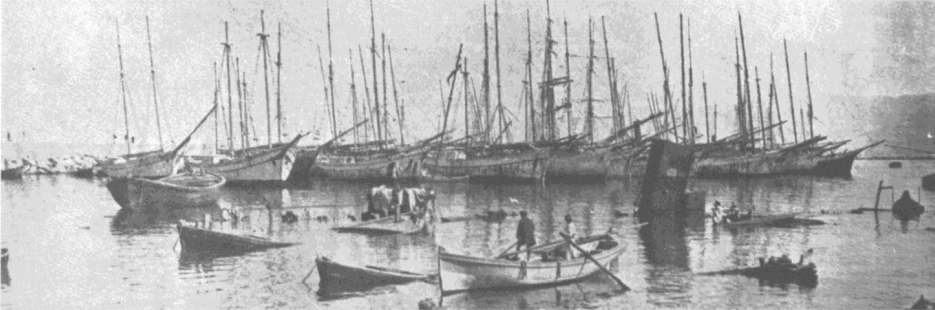
Dessin du port de Beyrouth.

Les deux croiseurs italiens approchent le port de Beyrouth et tirent à blanc sur les navires ottomans. Après avoir repéré les navires italiens, le commandant ottoman de l'Avnillah envoie une chaloupe arborant un drapeau de trêve pour communiquer avec l'ennemi. Tout en négociant, le commandant ottoman ordonne à l'Angora de se positionner à proximité de la môle du port. À 7 h 30, l'amiral Revel ordonne à la chaloupe ottomane de retourner communiquer un ultimatum adressé au Vali de Beyrouth, sommant ce dernier de céder ses deux navires de guerre d'ici 9 h. Le message est reçu à 8 h 30 et, alors que le Vali s'apprête à ordonner la reddition, la confirmation de cette dernière n'est pas reçue à temps par les Italiens, qui lancent leur attaque des navires à 9 h. 
À six kilomètres de distance, les Italiens ouvrent le feu sur la corvette ottomane. Les Ottomans ripostent inefficacement jusqu'à 9 h 35 lorsque les bombardements italiens mettent feu à l'Avnillah. Subissant de lourds dégâts et étant à court de munitions, l'équipage baisse pavillon et abandonne le navire. À ce moment, le Garibaldi se rapproche et ouvre le feu sur l'Angora à une distance de 600 m, sans endommager cette dernière. Le Garibaldi tente alors d'achever l'Avnillah en lançant une torpille vers ce dernier. Cependant, la torpille dévie de sa trajectoire et touche plusieurs allèges situées à proximité, coulant six d'entre elles. Sans se décourager, le croiseur italien tire une seconde torpille qui touche la corvette en son milieu. À 11 h, cette dernière coule en eau peu profonde et les deux croiseurs se retirent vers le nord.
À 13 h 45, les croiseurs italiens reviennent et engagent à nouveau les forces ottomanes. Le Ferruccio s'approche ainsi de l'Angora, seul navire de guerre restant dans le port, et tire sur ce dernier pendant trois minutes avant qu'il ne rejoigne l'Avnillah au fond du port de Beyrouth. À la fin de la bataille, les croiseurs italiens naviguent en direction de l'ouest.

## Conséquences
La bataille annihile les forces navales ottomanes de Beyrouth, éliminant la seule menace navale turque dans la zone. Les Italiens dominent la partie sud de la mer Méditerranée pour le reste de la guerre. Ils peuvent ainsi accéder sans danger au canal de Suez et ravitailler sans problème les forces italiennes situées en Érythrée. La bataille est donc une victoire à la fois stratégique et tactique pour les Italiens.
Les pertes ottomanes sont lourdes. Les deux navires de guerre sont coulés et le naufrage du seul Avnillah fait 58 morts et 108 blessés. Du côté italien, il n'y a aucun blessé et les navires n'ont subi aucun dommage sérieux. Lors de l'échange, la ville de Beyrouth a été touchée par les tirs des croiseurs, qui ont causé des incendies. En tout, 66 civils ont été tués et des centaines blessés.
En réponse à l'attaque italienne de Beyrouth, quatre jours après la bataille, le gouvernement ottoman ordonne aux vilayets de Beyrouth, Alep et Damas d'expulser tous les citoyens italiens de leur juridiction. Environ 60 000 Italiens sont ainsi déportés de la région.